# Tillandsia elongata
Tillandsia elongata är en gräsväxtart som beskrevs av Carl Sigismund Kunth. Tillandsia elongata ingår i släktet Tillandsia och familjen Bromeliaceae.

## Underarter
Arten delas in i följande underarter:
- T. e. elongata
- T. e. subimbricata